# 衛星設計コンテスト

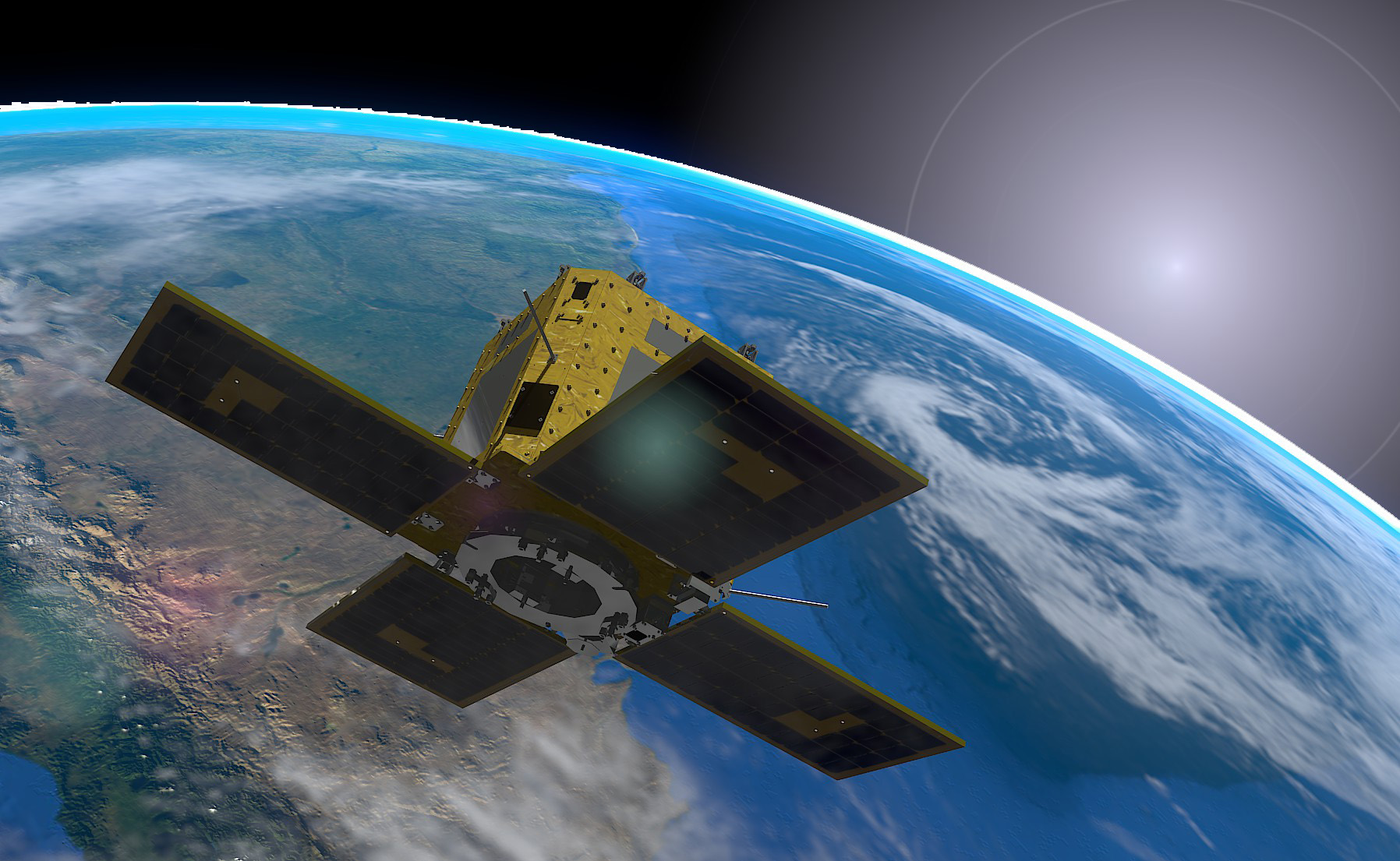
第12回衛星設計コンテストで設計大賞を受賞した、X線偏光観測衛星「燕」を基に開発されたTSUBAMEのCG

衛星設計コンテスト（えいせいせっけいコンテスト）は、衛星設計コンテスト事務局が主催する高校生から大学院生による人工衛星の設計コンテスト。
1993年から開催され、｢設計の部｣｢アイデアの部｣および｢ジュニアの部｣の3部門がある。これまで開催されている学生を対象とした宇宙工学系のコンテストとしては最長の開催実績を有する。コンテストの特徴としてはロボットコンテストやCanSat、缶サット甲子園のように実機を製作して競うのではなく、あくまでも概念や有用性を競うコンテストである。過去の上位入賞作品には実際に打ち上げられた衛星も複数ある。人工衛星開発の登竜門として位置付けられており、卒業後に人工衛星の開発、製造に携わる者もいる。

## 概要
人工衛星の設計を通じて宇宙に係わる基礎・応用研究を積極化する機会を提供し、併せて我が国の宇宙開発のすそ野の拡大に寄与することを企図する。
参加者達は"学生"ではあるものの、学生ならではのプロの専門家達とは異なる柔軟な発想により、斬新な衛星を提案する。それらの概念は後に打ち上げられて実証された物もある。
日本機械学会、日本航空宇宙学会、電子情報通信学会、 地球電磁気・地球惑星圏学会、日本天文学会、宇宙航空研究開発機構、宇宙科学振興会、日本宇宙フォーラムという8学会・機関による共催である。第13回から｢ジュニアの部｣が追加された。

## 選考過程
- 参加登録:5月
- 作品提出締め切り:7月
- 一次審査:8月下旬～9月上旬に通知
- 最終審査会:11月

## 競技成績
| 開催年月日       | 設計の部 | アイデアの部 | ジュニアの部 | 参加作品合計 | 参考リンク |
| ---------------- | -------- | ------------ | ------------ | ------------ | ---------- |
| 第1回（1993年）  | 10       | 18           | -            | 28           | [ 2 ]      |
| 第2回（1994年）  | 7        | 15           | -            | 22           | [ 3 ]      |
| 第3回（1995年）  | 4        | 20           | -            | 24           | [ 4 ]      |
| 第4回（1996年)   | 5        | 18           | -            | 23           | [ 5 ]      |
| 第5回（1997年）  | 8        | 18           | -            | 26           | [ 6 ]      |
| 第6回（1998年）  | 7        | 17           | -            | 24           | [ 7 ]      |
| 第7回（1999年）  | 10       | 17           | -            | 27           | [ 8 ]      |
| 第8回（2000年）  | 3        | 19           | -            | 22           | [ 9 ]      |
| 第9回（2001年）  | 7        | 23           | -            | 30           | [ 10 ]     |
| 第10回（2002年） | 7        | 22           | -            | 29           | [ 11 ]     |
| 第11回（2003年） | 13       | 29           | -            | 42           | [ 12 ]     |
| 第12回（2004年） | 14       | 28           | -            | 42           | [ 13 ]     |
| 第13回（2005年） | 8        | 21           | 9            | 38           | [ 14 ]     |
| 第14回（2006年） | 7        | 19           | 8            | 34           | [ 15 ]     |
| 第15回（2007年） | 3        | 19           | 8            | 30           | [ 16 ]     |
| 第16回（2008年） | 5        | 19           | 15           | 39           | [ 17 ]     |
| 第17回（2009年） | 5        | 20           | 6            | 31           | [ 18 ]     |
| 第18回（2010年） | 7        | 19           | 8            | 34           | [ 19 ]     |
| 第19回（2011年） | 4        | 22           | 10           | 36           | [ 20 ]     |
| 第20回（2012年） | 3        | 22           | 12           | 37           | [ 21 ]     |
| 第21回（2013年） | 8        | 23           | 16           | 47           | [ 22 ]     |
| 第22回（2014年） | 5        | 20           | 23           | 48           | [ 23 ]     |
| 第23回（2015年） | 10       | 27           | 28           | 65           | [ 24 ]     |

## 打ち上げ実績
ピギーバック衛星の打ち上げ機会は増えており、今後も増加が期待される。
- 鯨生態観測衛星(観太くん) 千葉工業大学 2002年
- SEEDS 日本大学 2008年
- TSUBAME 東京工業大学、東京理科大学 2014年
- TeikyoSat-3 帝京大学 2014年
- INVADER 多摩美術大学、東京大学 2014年
- OPUSAT 大阪府立大学 2014年